# 벅 (음악 그룹)
벅(Buck)은 1995년부터 2000년까지 활동했던 대한민국의 남성 2인조 댄스 음악 그룹이다. 그룹 이름은 영어로 "수사슴" 또는 "혈기왕성한(씩씩한) 젊은이", "멋쟁이"를 뜻한다.
1995년 9월 1집 정규 앨범 《Buck》을 발표했으며 1집 앨범 타이틀곡인 〈가면놀이〉로 데뷔했다. 1997년 1월에는 2집 정규 앨범 《맨발의 청춘》을 발표했다. 특히 2집 앨범 타이틀곡인 〈맨발의 청춘〉은 트로트 리듬과 댄스 리듬의 조화를 이룬 복고풍 댄스 음악이라는 점에서 앨범 발표 당시에 큰 인기를 모으기도 했다.
1998년 11월 3집 정규 앨범 《Buck Ⅲ》, 1999년 10월 4집 정규 앨범 《Buck Again》을 발표했지만 이전과는 달리 큰 인기를 얻지 못했고 2000년 해체되고 만다.

## 음반

### 정규 음반
- 1집 《Buck》 (1995년 9월)

1. Intro A
2. 가면놀이 (Remix)
3. 우정 그 후...
4. 독신의 패배
5. Sealed With A Kiss
6. 신세대 증후군
7. Intro B
8. 그녀와 난 두 살 차이
9. 후회 속의 나
10. 진정한 이별
11. 태양을 향하여
12. 가면놀이타이틀 곡

- 2집 《맨발의 청춘》 (1997년 1월 10일)

1. Prologue
2. 맨발의 청춘타이틀 곡
3. 전설의 축제
4. 10년 만의 겨울
5. 영화처럼 사는 남자
6. Oh No!
7. 나 같은 너
8. 떨쳐 버려 (Get Over It)
9. 오늘 밤엔
10. 맨발의 청춘 (Remix)
11. 전설의 축제 (Remix)

- 3집 《Buck Ⅲ》 (1998년 11월 20일)

1. 성공시대타이틀 곡
2. Oh! My God
3. 7월의 신부
4. 쇼생크 탈출
5. 어떤 남자의 하루
6. Slump
7. 꼭 그녀가
8. 떠나버려
9. 사랑과 전쟁
10. 성공시대 (Club Remix)
11. Oh! My God (Club Remix)
12. 쇼생크 탈출 (Club Remix)

- 4집 《Buck Again》 (1999년 10월 20일)

1. Intro
2. Mask
3. Saturday Night
4. 악몽
5. You And Me
6. 너만의 산타
7. Changing Partner
8. 갈등
9. Again타이틀 곡
10. Mask (Part II)
11. Saturday Night (Part II)
12. Changing Partner (Part II)
13. Outro